# Светске игре слепих 2011.
Светске игре младих 2011. године у организацији Међународне спортске федерације слепих је мулти-спортски догађај за слепе особе. Игре су одржане у периоду од 1. до 11. априла 2011. године у Анталија, Турска. Ово је било четврто такмичење овог ранга које је организовано.

## Спортови
Укључивао је такмичења у осам спортова:
- голбол,
- атлетика,
- џудо,
- пливање,
- пауерлифтинг,
- футсал B1,
- футсал B2/B3,
- шах,